# NGC 997
NGC 997 est une galaxie elliptique située dans la constellation de la Baleine. NGC 997 a été découverte par l'astronome allemand Albert Marth en 1863.

## Caractéristiques
Sa vitesse par rapport au fond diffus cosmologique est de 6 270 ± 45 km/s, ce qui correspond à une distance de Hubble de 92,5 ± 6,5 Mpc (∼302 millions d'al).

## Paire de galaxies
NGC 997 est accompagné de PGC 200205 aussi désigné comme NGC 997 NED01, une galaxie compacte. Aucune donnée n'est disponible pour cette dernière galaxie. Donc, cette paire est peut-être due à un alignement optique ou il s'agit de deux galaxies interaction gravitationnelle sur le point de fusionner.
NGC 997 et NGC 998 sont rapprochées sur la sphère céleste et elles sont à peu près à la même distance de la Voie lactée. Elles forment donc une paire de galaxies et elles sont peut-être en interaction gravitationnelle, bien que rien ne semble l'indiquer sur l'image.